# Kirchlauter
Kirchlauter è un comune tedesco di 1 327 abitanti, situato nel Land della Baviera.